# Masłońskie (gromada)
Masłońskie – dawna gromada, czyli najmniejsza jednostka podziału terytorialnego Polskiej Rzeczypospolitej Ludowej w latach 1954–1972.
Gromady, z gromadzkimi radami narodowymi (GRN) jako organami władzy najniższego stopnia na wsi, funkcjonowały od reformy reorganizującej administrację wiejską przeprowadzonej jesienią 1954 do momentu ich zniesienia z dniem 1 stycznia 1973, tym samym wypierając organizację gminną w latach 1954–1972.
Gromadę Masłońskie z siedzibą GRN w Masłońskiem utworzono – jako jedną z 8759 gromad na obszarze Polski – w powiecie zawierciańskim w woj. stalinogrodzkim, na mocy uchwały nr 24/54 WRN w Stalinogrodzie z dnia 5 października 1954. W skład jednostki weszły obszary dotychczasowych gromad Masłońskie i Ostrów ze zniesionej gminy Żarki w tymże powiecie, a także oddziały leśne nr nr 11A–15A, 18A, 21A, 22A, 26A, 27A, 32A, 37A, 41A, 57A, 58A i 60A z Nadleśnictwa Rzeniszów. Dla gromady ustalono 13 członków gromadzkiej rady narodowej.
1 stycznia 1956 gromada weszła w skład nowo utworzonego powiatu myszkowskiego w tymże województwie.
20 grudnia 1956 województwo stalinogrodzkie przemianowano (z powrotem) na katowickie.
31 grudnia 1961 do gromady Masłońskie przyłączono część obszaru wsi Nowa Wieś Żarecka o powierzchni 88,80 ha z gromady Nowa Wieś Żarecka oraz część obszaru wsi Wysoka Lelowska o powierzchni 96,20 ha z gromady Przybynów w tymże powiecie; równocześnie siedzibę GRN gromady Masłońskie przeniesiono z Masłońskiego do Żarek-Letniska.
31 grudnia 1964 z gromady Masłońskie wyłączono część obszaru wsi Masłońskie o powierzchni 24,89000 ha, włączając ją do osiedla Poraj w tymże powiecie.
1 stycznia 1967 do gromady Masłońskie przyłączono przysiółki Całgowizna i Frączkowizna z gromady Choroń w tymże powiecie.
Gromada przetrwała do końca 1972 roku, czyli do kolejnej reformy gminnej.